# Alabanda
Alabanda, ou Antioche des Chrysaoriens, hê Alabanda, ta Alabanda, Alabandeus, Alabandensis, Alabandenus était une ville de l’Asie mineure, dont le site est à moins de 8 km à l’ouest de la ville de Çine dans la province de Aydın, en Turquie.
Située en Carie, au nord-est de Milet, près du Méandre, elle était autrefois riche et commerçante.. Elle est construite sur un épaulement entre deux collines. La zone est connue pour son marbre noir et ses pierres ressemblant au grenat. Étienne de Byzance indique qu’il y avait deux cités nommées Alabanda (Alabandeus) en Carie, mais aucune autre source ancienne ne corrobore cette affirmation.
Selon la légende, cette cité grecque est fondée par le héros carien Alabandos (en)[réf. souhaitée] ou par son père Car. En carien, le nom est un composé de ala, pour cheval, et de banda pour victoire.
Au début de l’époque hellénistique, la cité appartient au royaume séleucide, au sein de la Ligue Chrysaorienne (en) , une fédération lâche de cités voisines proches ethniquement et liées par des intérêts économiques et militaires. La cité est renommée Antioche des Chrysaoriens en l’honneur du roi séleucide, Antiochos III, qui protégea la cité. Elle est prise par Philippe V de Macédoine en 201 av. J.-C.. Elle est renommée Alabanda après la défaite des Séleucides à la bataille de Magnésie en 190.
L’Empire romain fait ensuite la conquête de la ville. En 40 av. J.-C., le rebelle Labiénus prend la ville à la tête d’une armée parthe. La garnison parthe est massacrée par les habitants, ce qui provoque en retour le pillage de tous les trésors de la ville.
Sous l’Empire romain, la ville devient un petit centre administratif (conventus juridici, frappe de sa propre monnaie jusqu’au milieu du IIIe siècle) ; Strabon rapporte sa réputation de richesse et de décadence morale. La ville devient le siège d’un évêché sous l’Empire byzantin, et l’on connaît ses évêques de 451 à 879. Alabanda est toujours un évêché in partibus de l’Église catholique romaine, vacant depuis 1968.
Le rhéteur Molon de Rhodes y est né.